# Nemuroglanis pauciradiatus
Nemuroglanis pauciradiatus är en fiskart som beskrevs av Ferraris, 1988. Nemuroglanis pauciradiatus ingår i släktet Nemuroglanis och familjen Heptapteridae. Inga underarter finns listade i Catalogue of Life.